# Angie Miller
Angela Kristine «Angie» Miller (Beverly, Massachusetts, 17 de febrero de 1994) es una vocalista y cantautora estadounidense conocida por alcanzar el tercer lugar en la decimosegunda temporada de American Idol. Miller firmó un contrato de edición con Universal Music Publishing Group (UMPG) y acordó un sello discográfico con Red Decibel.

## Vida y carrera

### 1994 - 2011
Miller nació y se crio en Beverly, Massachusetts. Es hija de Guy y Tana Miller, y la hermana menor de Jonathan Miller. Los padres de Miller se desempeñan como pastores en la iglesia Assemblies of God, como también como Remix Church, ubicada en Salem, Massachusetts.
Cuando Miller era una niña, los doctores descubrieron que la cobertura protectora de su oído se encontraba ausente, por lo que tuvo que someterse a dos cirugías en las cuales le insertaron pequeños tubos en las orejas. Miller es parcialmente sorda, con un 20 por ciento de pérdida de la audición en el oído derecho y el 40 por ciento en la izquierda.
Miller se graduó en Beverly High School en 2012. Fue miembro del coro de la escuela durante cuatro años y miembro de honor en el ensamble vocal durante un año. Actuó en varios musicales de la escuela, apareciendo como Miss Dorothy en una versión de Thoroughly Modern Millie.
Antes de su debut en American Idol, Miller se desempeñaba como una de las líderes vocales en la banda de Remix Church.

### 2012 - 2013: American Idol
Miller audicionó en Nueva York, con la canción "Mamma Knows Best." En la ronda final de audiciones, realizada en Hollywood, tocó el piano y cantó una canción de su propia autoría, llamada "You Set Me Free", y el video de ese momento logró alcanzar más de 3.6 millones de visitas en YouTube.
Angie cantó Nobody's Perfect de Jessie J durante la ronda en Las Vegas, and recibiendo positivas críticas del jurado. El 7 de marzo de 2013, Miller fue votada para ingresar al Top 10, y su primera presentación fue "I Surrender" de Celine Dion. Luego de la votación del público, se anunció que Miller era una de las concursantes más votadas, junto con Candice Glover y Kree Harrison. El 3 de abril de 2013, Miller realizó una rendición de "Bring Me To Life" e Evanescence; la noche siguiente, los votos del público la volvían a ubicar entre los concursantes más votados, pero esta vez junto con Lazaro Arbos y Kree Harrison. Angie cantó Halo durante el Top 5, y recibió grandes aclamaciones del jurado. Fue la única concursante que nunca estuvo en riesgo de eliminación. Randy Jackson ha elogiado su talento, y ha manifestado que su voz, es similar a la de Hayley Williams, líder de Paramore.
El 4 de mayo de 2013, Angela Miller recibió un gran desfile de bienvenida en su ciudad natal tras ser revelado que ocupaba un lugar en el Top 3 de Idol.
El 9 de mayo de 2013, Miller fue sorpresivamente eliminada en el Top 3.
| Actuaciones en American Idol 12 y resultados | Actuaciones en American Idol 12 y resultados | Actuaciones en American Idol 12 y resultados                         | Actuaciones en American Idol 12 y resultados | Actuaciones en American Idol 12 y resultados | Actuaciones en American Idol 12 y resultados |
| Episodio                                     | Tema                                         | Canción elegida                                                      | Artista original                             | Orden #                                      | Resultado                                    |
| -------------------------------------------- | -------------------------------------------- | -------------------------------------------------------------------- | -------------------------------------------- | -------------------------------------------- | -------------------------------------------- |
| Audición                                     | Elección propia                              | "Mamma Knows Best"                                                   | Jessie J                                     | N/A                                          | Avanza                                       |
| Ronda de Hollywood, Parte 1                  | A Capella                                    | "Who You Are"                                                        | Jessie J                                     | N/A                                          | Avanza                                       |
| Ronda de Hollywood, Parte 2                  | Actuación grupal                             | Cuarteto "Be My Baby" with Janelle Arthur, Breanna Steer y Kez Ban   | The Ronettes                                 | N/A                                          | Avanza                                       |
| Ronda de Hollywood, Parte 3                  | Solo                                         | "You Set Me Free"                                                    | Angie Miller                                 | N/A                                          | Avanza                                       |
| Las Vegas                                    | Personal Choice                              | "Nobody's Perfect"                                                   | Jessie J                                     | 8                                            | Avanza                                       |
| Top 20 (10 Mujeres)                          | Elección propia                              | "Never Gone"                                                         | Colton Dixon                                 | 6                                            | Avanza                                       |
| Relevación del Top 10                        | Canción de victoria                          | "I Was Here"                                                         | Beyoncé                                      | 8                                            | N/A                                          |
| Top 10                                       | Música de los American Idols                 | "I Surrender"                                                        | Celine Dion                                  | 4                                            | A salvo1                                     |
| Top 9                                        | The Beatles                                  | "Yesterday"                                                          | The Beatles                                  | 7                                            | A salvo                                      |
| Top 8                                        | Música de Motor City                         | Trío "I'm Gonna Make You Love Me" con Candice Glover y Amber Holcomb | Dee Dee Warwick                              | 6                                            | A salvo                                      |
| Top 8                                        | Música de Motor City                         | Solo "Shop Around"                                                   | The Miracles                                 | 8                                            | A salvo                                      |
| Top 7                                        | Rock                                         | Dúo "Crazy Little Thing Called Love" con Lázaro Arbos                | Queen                                        | 2                                            | A salvo1                                     |
| Top 7                                        | Rock                                         | Solo "Bring Me to Life"                                              | Evanescence                                  | 10                                           | A salvo1                                     |
| Top 6                                        | Burt Bacharach & Hal David                   | "Anyone Who Had a Heart"                                             | Dionne Warwick                               | 1                                            | A salvo1                                     |
| Top 6                                        | Canciones que desean haber escrito           | Love Came Down"                                                      | Kari Jobe                                    | 7                                            | A salvo1                                     |
| Top 5                                        | Año en que nacieron                          | "I'll Stand by You"                                                  | The Pretenders                               | 4                                            | A salvo                                      |
| Top 5                                        | Divas                                        | "Halo"                                                               | Beyoncé                                      | 9                                            | A salvo                                      |
| Top 4                                        | Elección propia                              | Solo "Who You Are"                                                   | Jessie J                                     | 4                                            | A salvo2                                     |
| Top 4                                        | Elección propia                              | Dúo "Stay" con Candice Glover                                        | Rihanna & Mikky Ekko                         | 6                                            | A salvo2                                     |
| Top 4                                        | Hits Nro. 1                                  | "Cry Me a River"                                                     | Julie London                                 | 10                                           | A salvo2                                     |
| Top 43                                       | Canciones de ahora y siempre                 | "Diamonds"                                                           | Rihanna                                      | 1                                            | A salvo                                      |
| Top 43                                       | Canciones de ahora y siempre                 | "Someone to Watch Over Me"                                           | Gertrude Lawrence                            | 5                                            | A salvo                                      |
| Top 43                                       | Canciones de ahora y siempre                 | Cuarteto "Wings" con Candice Glover, Kree Harrison, y Amber Holcomb  | Little Mix                                   | 9                                            | A salvo                                      |
| Top 3                                        | Elección de Jimmy Iovine                     | "Sorry Seems to Be the Hardest Word"                                 | Elton John                                   | 3                                            | Eliminada                                    |
| Top 3                                        | Elección de jueces                           | "Try"                                                                | Pink                                         | 5                                            | Eliminada                                    |
| Top 3                                        | Elección de productores                      | "Maybe"                                                              | Emeli Sandé                                  | 7                                            | Eliminada                                    |

- Nota 1: Cuando Ryan Seacrest anunció los resultados de esa noche, Miller se encontraba en el Top 3, lo cual indica que está a salvo de la eliminación.
- Nota 2: Cuando Ryan Seacrest anunció los resultados de esa noche, Miller se encontraba en el Top 2, lo cual indica que está a salvo de la eliminación.
- Nota 3: Debido a la sorpresiva semana de no-eliminación en el Top 4, el Top 4 se mantiene intacto por otra semana.

### 2013: Comienzos de su carrera
Luego de su eliminación de American Idol, Miller anunció sus planes de comenzar una carrera como cantante lo más pronto posible, así como una eventual carrera como actriz. Acerca de los intentos de un álbum debut de estudio, Miller reveló que le gustaría escribir o colaborar en todo el material, mostrando todos los aspectos de su personalidad de una manera artística, mencionándolo como algo poco frecuente en la música actual. Luego explicó, "Quiero tener música con significado, música real. No quiero hacer música dance-party, pero al mismo tiempo, no quiero dormir al público. Quiero incorporar el poder del sonido del piano. Yo sé el mensaje que quiero enviar, y sé la música que quiero hacer. No puedo esperar a mostrársela al público." Las 3 finalistas– Miller, Candice Glover y Kree Harrison – grabaron coros de una canción para el decimocuarto álbum de estudio de Mariah Carey, pero aún no se confirmó si serán incluidos en el track final. El 17 de mayo de 2013, inmediatamente luego del final de Idol, Miller lanzó su sencillo de estreno "You Set Me Free" en plataformas digitales a través de su contrato American Idol con 19 Recordings. El 22 de mayo de 2013, reportes revelaron que Miller había firmado un contrato de imagen con Universal Music Publishing Group (UMPG), y un contrato de grabación con Red Decibel, como pudo verse en un teaser de su nuevo sencillo "Put It On Me". En junio de 2013, Miller confirmó su colaboración con Toby Gad, Autumn Rowe, Adam Watts, Andy Dodd, y Gannin Arnold y la grabación de demos en Los Ángeles, California a través de las redes sociales. Junto al resto del Top 11 de su temporada en Idol, Miller se embarcó en el American Idols LIVE! Tour 2013, en donde cumplió su deseo de cantar canciones originales, desde julio a agosto de 2013. Luego en el año, se unirá a Jessie J en su tour Nice to Meet You Tour en el Reino Unido.

## Discogafría

### Sencillos
| Título            | Año  | Álbum       |
| ----------------- | ---- | ----------- |
| "You Set Me Free" | 2013 | Desconocido |
| "Put It On Me"    | 2013 | Desconocido |

## Tours
- 2013: American Idols LIVE! Tour 2013
- 2013: Nice to Meet You Tour (Estrella invitada)